# Law of the Instrument
Das Law of the instrument (engl. für „Gesetz des Instruments“; auch: „Maslows Hammer“) bezeichnet die Beobachtung, dass Menschen, die mit einem Werkzeug (oder einer Vorgehensweise) gut vertraut sind, dazu neigen, dieses Werkzeug auch dann zu benutzen, wenn ein anderes Werkzeug besser geeignet wäre. Dieser übermäßigen Benutzung eines Werkzeugs, für das der Benutzer eine – sachlich eventuell nicht gerechtfertigte – Vorliebe gefasst hat, liegt oft der Denkfehler zugrunde, dass eine Vorgehensweise, die in der Vergangenheit zum Erfolg geführt hat, künftig auch in allen anderen Fällen zum Erfolg führen werde.

## Geschichte
Das Zitat „Wer als Werkzeug nur einen Hammer hat, sieht in jedem Problem einen Nagel“ wird oft dem amerikanischen Schriftsteller Mark Twain zugeschrieben, allerdings lässt sich in dessen Werk kein Beleg dafür finden. Auch Paul Watzlawick wird fälschlicherweise als Urheber genannt.
Belegt zurückgeführt werden kann es auf den Psychologen Abraham Maslow, der 1966 schrieb: „Ich glaube, es ist verlockend, wenn das einzige Werkzeug, das man hat, ein Hammer ist, alles zu behandeln, als ob es ein Nagel wäre.“ Schon im Februar 1962 hatte jedoch der Philosoph Abraham Kaplan in einem Vortrag auf einer Konferenz der American Educational Research Association gesagt: „Geben Sie einem Jungen einen Hammer, und auf alles, was ihm unterkommt, muss geschlagen werden“. Der Psychologe Silvan Tomkins formulierte 1963 eine ähnliche Aussage: „Wenn man einen Hammer hat, tendiert man dazu, nach Nägeln zu suchen“.
Zu Bereichen, in denen das Wirken des Law of the instrument wiederholt beschrieben worden ist, zählen der Finanzmarkt („Baruch’s Observation“) und die Medizin, letztere zum Beispiel in den 1960er Jahren, als in den USA zur Behandlung von Psychosen nur zwei Medikamente zur Verfügung standen – Trifluoperazin und Chlorpromazin –, die oft auch dann eingesetzt wurden, wenn die Diagnose Schizophrenie zweifelhaft war; thematisiert wird dieser Missbrauch u. a. in dem Spielfilm Einer flog über das Kuckucksnest. Die universelle Anwendung von Quecksilberpräparaten bzw. Aderlässen im Mittelalter und in der frühen Neuzeit kann ähnlich verstanden werden.